# Kathrin Weiher
Kathrin Weiher (* 23. September 1962 in Braunschweig) ist eine parteilose deutsche Kommunalpolitikerin.

## Leben
Nach dem Abitur am Gymnasium Kleine Burg in Braunschweig studierte Weiher im Magister-Studiengang im Hauptfach Soziologie und im Nebenfach Jura an der Universität Göttingen. Sie erwarb zwei akademische Abschlüsse als Diplom-Gerontologin der Hochschule Vechta und als Diplom-Diakoniewissenschaftlerin an der Universität Heidelberg. Nach dem Studium war sie in leitenden Stellungen in der Diakonie tätig. Später wechselte Weiher in die öffentliche Verwaltung und wurde Erste Kreisrätin im Landkreis Goslar, wo sie ab 19. Februar 2013 für den zum niedersächsischen Staatssekretär ernannten Landrat Stephan Manke bis zur Wahl eines neuen Landrates am 2. Juni dessen Amtsgeschäfte übernahm.
Zum 1. Januar 2015 wurde Weiher zur Senatorin für Kultur und Bildung der Hansestadt Lübeck gewählt. Die Lübecker Bürgerschaft wählte sie im März 2017 zur Ersten Stellvertretenden Bürgermeisterin.
Im Jahr 2016 wurde Weiher von mehreren Fraktionen der Bürgerschaft für die Direktwahl zum Lübecker Bürgermeister am 5. November 2017 nominiert; der Amtsinhaber Bernd Saxe hatte sich nicht zur Wiederwahl gestellt. Kathrin Weiher unterlag in der Stichwahl am 19. November 2017 mit 49,1 % der abgegebenen Stimmen Jan Lindenau (SPD), nachdem sie im ersten Wahlgang die relative Mehrheit von 35,2 % der Stimmen auf sich vereinigt hatte.
Ihre Amtszeit als Senatorin endete am 31. Dezember 2020. Ihre Nachfolgerin wurde Monika Frank.